# Gemylus upsilon
Gemylus upsilon là một loài bọ cánh cứng trong họ Cerambycidae.